# Карашвили, Андрей Николаевич
Андре́й Никола́евич Карашви́ли (груз. ანდრია ყარაშვილი; 30 ноября 1857, Тифлис, Российская империя, ныне Тбилиси, Грузия — 15 марта 1925, там же) — грузинский композитор, скрипач и педагог.

## Биография
Учился в Петербургской консерватории. В 1885 году окончил Варшавскую консерваторию (класс скрипки Изидора Лотто). Вернувшись в Тифлис, с успехом выступал с сольными концертами как скрипач. Один из первых грузинских профессиональных композиторов. Автор популярных романсов «Лишь ты», «Истомлённый, больной» и других. Преподавал игру на скрипке в грузинской гимназии, музыкальном училище Грузинского филармонического общества и во 2-й Государственной консерватории. Среди его учеников: Шалва Асланишвили, Григорий Киладзе, Иона Туския, Григорий Чхиквадзе и другие. Составил сборник упражнений для скрипки, основанный на грузинских народных песнях.
Внук Арчил Кацарава, первая скрипка оркестра радио и телевидения Грузинской ССР и Камерного оркестра Грузии.

## Сочинения
- пьеса для фортепиано «Сазандари» [1]
- струнный квартет на грузинские народные темы
- пьеса для скрипки «Пчёлка»
- пьеса для скрипки «Перпетуум мобиле»